# Ingo van Weert
Ingo van Weert (ur. 8 lutego 1994 w Vlijmen) – holenderski piłkarz grający na pozycji obrońcy, zawodnik holenderskiego klubu SteDoCo.

## Kariera klubowa
Ingo van Weert piłkarską karierę rozpoczynał w młodzieżowych holenderskich zespołach. W 2013 zadebiutował w Eredivisie w zespole RKC Waalwijk. W 2020 został piłkarzem polskiego klubu Stomil Olsztyn z I ligi. W grudniu olsztyński zespół wystawił go na listę transferową.
26 marca 2021 podpisał kontrakt z fińskim klubem Kotkan Työväen Palloilijat występującym w Veikkausliiga, umowa do 31 grudnia 2021; bez odstępnego.